# Francisco Javier Obregón Espinoza
Francisco Javier Obregón Espinoza (Palo Bola Comondú, Baja California Sur; 28 de enero de 1958) Es un político mexicano, miembro del Partido de la Revolución Democrática, ha sido diputado federal y es senador por Baja California Sur.
Fue inicialmente miembro del Partido Acción Nacional, con el que fue regidor en los ayuntamientos de La Paz y Comondú, Diputado al Congreso de Baja California Sur de 1996 a 1999 y presidente municipal de Comondú de 1999 a 2001, siendo postulado por el PRD, en 2003 fue elegido diputado federal por el I Distrito Electoral Federal de Baja California Sur a la LIX Legislatura y en 2006 senador por Baja California Sur para el periodo que concluye en 2012.
Aunque es miembro del PRD, en el Senado pertenece al Grupo parlamentario del Partido del Trabajo.